# ATX Open 2023
ATX Open 2023 là một giải quần vợt nữ chuyên nghiệp thi đấu trên mặt sân cứng ngoài trời và là một phần của WTA 250 trong WTA Tour 2023. Giải đấu diễn ra tại The Westwood Country Club ở Austin, Hoa Kỳ, từ ngày 27 tháng 2 đến ngày 5 tháng 3 năm 2023. WTA Tour lần đầu tiên trở lại Texas sau 11 năm.

## Điểm và tiền thưởng

### Phân phối điểm
| Sự kiện | VĐ  | CK  | BK  | TK | Vòng 1/16 | Vòng 1/32 | Q  | Q2 | Q1 |
| Đơn     | 280 | 180 | 110 | 60 | 30        | 1         | 18 | 12 | 1  |
| Đôi     | 280 | 180 | 110 | 60 | 1         | —         | —  | —  | —  |

### Tiền thưởng
| Sự kiện | VĐ      | CK      | BK      | TK     | Vòng 1/16 | Vòng 1/32 | Q2     | Q1     |
| Đơn nữ  | $34,228 | $20,226 | $11,275 | $6,418 | $3,922    | $2,804    | $2,075 | $1,340 |
| Đôi nữ  | $12,447 | $7,000  | $4,020  | $2,400 | $1,848    | —         | —      | —      |

## Nội dung đơn

### Hạt giống
| Quốc gia | Tay vợt            | Xếp hạng1 | Hạt giống |
| -------- | ------------------ | --------- | --------- |
| POL      | Magda Linette      | 21        | 1         |
| CHN      | Zhang Shuai        | 22        | 2         |
|          | Anastasia Potapova | 29        | 3         |
| USA      | Danielle Collins   | 40        | 4         |
| USA      | Sloane Stephens    | 41        | 5         |
| USA      | Lauren Davis       | 49        | 6         |
| USA      | Alycia Parks       | 51        | 7         |
| UKR      | Marta Kostyuk      | 55        | 8         |

- Bảng xếp hạng vào ngày 20 tháng 2 năm 2023.[2]

### Vận động viên khác
Đặc cách:
- Mirjam Björklund
- Elizabeth Mandlik
- Peyton Stearns

Bảo toàn thứ hạng:
- Taylor Townsend

Vượt qua vòng loại:
- Katie Boulter
- Louisa Chirico
- Ashlyn Krueger
- Ann Li
- Robin Montgomery
- Heather Watson

Thua cuộc may mắn:
- Erika Andreeva
- Nao Hibino
- CoCo Vandeweghe

### Rút lui
Trước giải đấu
- Lauren Davis → thay thế bởi  Nao Hibino
- Viktorija Golubic → thay thế bởi  Harriet Dart
- Anhelina Kalinina → thay thế bởi  Dayana Yastremska
- Jasmine Paolini → thay thế bởi  Katie Volynets
- Emma Raducanu → thay thế bởi  CoCo Vandeweghe
- Alison Van Uytvanck → thay thế bởi  Dalma Gálfi
- Zhang Shuai → thay thế bởi  Erika Andreeva

## Nội dung đôi

### Hạt giống
| Quốc gia | Tay vợt                  | Quốc gia | Tay vợt          | Xếp hạng† | Hạt giống |
| -------- | ------------------------ | -------- | ---------------- | --------- | --------- |
| USA      | Nicole Melichar-Martinez | AUS      | Ellen Perez      | 35        | 1         |
| NZL      | Erin Routliffe           | INA      | Aldila Sutjiadi  | 71        | 2         |
| GER      | Anna-Lena Friedsam       | UKR      | Nadiia Kichenok  | 168       | 3         |
| GBR      | Harriet Dart             |          | Alexandra Panova | 181       | 4         |

- 1 Bảng xếp hạng vào ngày 20 tháng 2 năm 2023.

### Vận động viên khác
Đặc cách:
- Charlotte Chavatipon /  Sabina Zeynalova
- Ashlyn Krueger /  Robin Montgomery

### Rút lui
- Miyu Kato /  Aldila Sutjiadi → thay thế bởi  Erin Routliffe /  Aldila Sutjiadi
- Yana Sizikova /  Alison Van Uytvanck → thay thế bởi  Anna Blinkova /  Yana Sizikova

## Nhà vô địch

### Đơn
- Marta Kostyuk đánh bại  Varvara Gracheva, 6–3, 7–5

### Đôi
- Erin Routliffe /  Aldila Sutjiadi đánh bại  Nicole Melichar-Martinez /  Ellen Perez, 6–4, 3–6, [10–8]